# Michele Di Pietro
Michele Di Pietro (Albano, 18 de janeiro de 1747 - Roma, 2 de julho de 1821) foi um cardeal italiano.

## Biografia
Nasceu em Albano em 18 de janeiro de 1747. De uma rica família de comerciantes de origens modestas. Um dos quatro filhos de Domenico Di Petro (+ 1780), um comerciante de carvão ardente que havia acumulado uma fortuna respeitável, e Beatrice Volpi, de Sulmona. Ele foi batizado em 20 de janeiro na catedral de S. Pancrazio de Albano com o nome de Michele Angelo Paolo. Sua madrinha era Cecília D'Andrea. Outros irmãos foram Panfilo e Pasquale (1731-1804), um advogado consistorial, co-fundador da primeira escola pública para surdos e mudos (1784) e reitor da Universidade La Sapienza, Roma, (1796-1799). Tio-avô do cardeal Camillo Di Pietro (1853). Seu sobrenome também está listado como De Petro.
Estudou no Seminário de Albano; no Collegio Romano  Roma; e na Universidade La Sapienza, em Roma, onde obteve o doutorado in utroque iure , direito canônico e civil, em 4 de junho de 1768.
Beneficiário da basílica patriarcal do Vaticano. Em 1769, publicou um catálogo de teses em teologia escritas na Universidade La Sapienza. Nesse mesmo ano, foi nomeado leitor supranumerário de direito em La Sapienza.
Ordenado em 28 de outubro de 1771. Professor de utroque iure, Universidade La Sapienza, Roma, 1782-1792. Professor de teologia e história eclesiástica no Collegio Romano , após a expulsão da Companhia de Jesus. Consultor da SC do Santo Ofício, 19 de janeiro de 1787. Prefeito de estudos, Pontifício Ateneu Urbaniano de Propaganda Fide, Roma em 1788. De 1789 a 1794, foi escolhido pelo Papa Pio VI como secretário de três congregações sucessivas, formadas em 3 de fevereiro, 9 de novembro de 1790 e 31 de março de 1792, que preparou a condenação dos atos do Concílio de Pistoia com a bula Auctorem fideide 28 de agosto de 1794. Em 1790, tornou-se secretário da Congregação para os Negócios da França, encarregado do exame da constituição civil do clero e do exame das questões originadas pela evolução política e religiosa da França revolucionária. Examinador do clero romano. Nomeado prelado da SC da Imunidade Eclesiástica antes de 26 de abril de 1794. Consultor da SC da Inquisição Romana e Universal e da SC do Índice. Camareiro Privado de Sua Santidade.
Eleito bispo titular de Isauriopoli, em 21 de fevereiro de 1794. Consagrada em 24 de fevereiro de 1794, catedral de Frascati, pelo cardeal Henrique Benedito Stuart, bispo de Frascati, auxiliado por Antonio Felice Zondadari, arcebispo titular de Adana, núncio na Bélgica, e por Ottavio Boni, arcebispo titular de Nazianzo, camareiro de Sua Santidade. Examinador de bispos em direito canônico, 30 de outubro de 1795. Quando o Papa Pio VI teve que deixar Roma em 20 de fevereiro de 1798, o Bispo Di Pietro deu ao Arcebispo Giuseppe Spina plenos poderes como delegado apostólico de Roma (governador sede vacante ); ele foi preso no dia 13 de maio seguinte e preso em Castello Sant'Angelo; ele foi libertado por um pesado resgate; em maio de 1799, sob ameaça de nova prisão, passa à clandestinidade, protegido pela família de Giuseppe Antonio Sala, futuro cardeal; mais tarde pelos Visitandinos de Via Lungara, Roma; reassumiu suas funções após a chegada dos napolitanos à junta provisória de governo em 4 de outubro de 1799. Secretário da Congregação para assuntos eclesiásticos particulares, encarregado do exame da concordata com a França, em 28 de julho de 1800. Promovido a titular latino patriarcado de Jerusalém, 22 de dezembro de 1800. Assistente do Trono Pontifício, 22 de dezembro de 1800. Foi um dos membros fundadores da Accademia di Religione Cattolica , 4 de fevereiro de 1801.
Criado cardeal e reservado in pectore no consistório de 23 de fevereiro de 1801; publicado no consistório de 9 de agosto de 1802; recebeu chapéu vermelho, 12 de agosto de 1802; e o título de S. Maria in Via, 20 de setembro de 1802. Protetora do Collegio Maronita , Roma, antes de 18 de agosto de 1802; e do Colégio Greco, Roma, 20 de novembro de 1802. Recebeu a abadia de Ss. Clemente et Pancrazio di Rome antes de 25 de setembro de 1802. Acompanhou o Papa Pio VII em sua viagem a Paris por ocasião da coroação do imperador Napoleão I Bonaparte, de 2 de novembro de 1804 a 16 de maio de 1805. Nomeado pró-prefeito da SC de Propaganda Fide em 24 de maio de 1805; ocupou o cargo até 20 de maio de 1814. Em 1807, foi nomeado delegado apostólico de Roma, caso o papa tivesse que deixar a cidade; suas faculdades foram confirmadas em junho de 1809; ele foi um dos principais redatores da bula de excomunhão Quum memorandode 10 de junho de 1809. Pró-secretário de Memorandos antes de 14 de setembro de 1808. Levado para a França junto com o cardeal Ercole Consalvi em dezembro de 1809; transferiu suas faculdades para Emmanuele De Gregorio, futuro cardeal; foi banido para Semur-en-Auxois por não ter comparecido ao casamento do imperador Napoleão I Bonaparte com Maria Luísa da Áustria em 2 de abril de 1810 (ele era um dos "cardeais negros", privado em retaliação de usar suas vestes cardinalícias vermelhas); em Semur-en-Auxois ele se reuniu com os cardeais Giulio Gabrielli e Carlo Oppizzoni. Preso na fortaleza de Vincennes no final de 1810 por enviar a ordem papal ao clero de Paris para não reconhecer o cardeal Jean-Siffrein Maury como arcebispo daquela cidade. Penitenciária maior ad interim, 1811-1814. Delegado Apostólico para os Assuntos da França, 1811. Trazido de volta a Paris e preso em 22 de janeiro de 1811 na masmorra de Vincennes; foi libertado após a assinatura da concordata de Fontainebleau pelo Papa Pio VII em 25 de janeiro de 1813; foi preso novamente em 5 de abril, considerado responsável, junto com o cardeal Bartolomeo Pacca, pela retratação do Papa Pio VII de seu acordo com o imperador Napoleão I; ele foi exilado novamente em Semur-en-Auxois; uma ordem do governo provisório o libertou em 2 de abril de 1814 e ele voltou imediatamente a Roma. Penitenciário-mor, de 20 de maio de 1814 a 2 de julho de 1821. Delegado apostólico de Roma durante a ausência do Papa Pio VIl em Gênova de 22 de março a 7 de junho de 1815. Membro da comissão encarregada do exame dos atos do Cardeal Maury, 22 de junho de 1815. Optou pela ordem dos bispos e pela sede suburbicária de Albano, em 8 de março de 1816. Prefeito da SC do Índice, em 25 de setembro de 1818 até sua morte. Prefeito de estudos da Pontifícia Universidade Gregoriana emCollegio Romano , 9 de maio de 1820. Optou pela sede suburbicária de Porto e Santa Rufina, 29 de maio de 1820. Subdecano do Sagrado Colégio dos Cardeais.
Morreu em Roma em 2 de julho de 1821. Exposto na igreja de S. Carlo ai Catinari, Roma, onde se realizou o funeral a 5 de julho de 1821; e enterrado na catedral de Albano.